# 斯滕特山
斯滕特山（英語：Mount Stent）是南極洲的山峰，位於奧次地，處於沃勒比斯冰原島峰南端，屬於邱吉爾山脈的一部分，海拔高度2,010米，現時由南極條約體系管理。